# Jurgen Ekkelenkamp
Jurgen Ekkelenkamp (ur. 5 kwietnia 2000 w Zeist) – holenderski piłkarz występujący na pozycji pomocnika w belgijskim klubie Royal Antwerp FC oraz w reprezentacji Holandii do lat 21. Wychowanek Almere City, w trakcie swojej kariery grał także w Ajaksie i Hercie BSC.